# Wellenbad
Ein Wellenbad ist ein Schwimmbad, in dem mit einer Wellenmaschine künstlich Wellen erzeugt werden. Dadurch wird den Badenden das Gefühl eines Bades in der Brandung vermittelt.

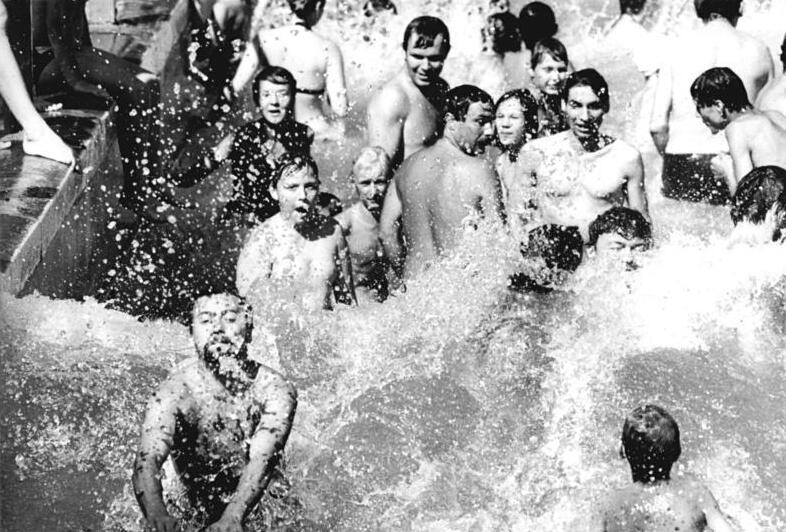
Badende im sächsischen Bilzbad (1986), dessen Wellenmaschine seit 1912 arbeitet

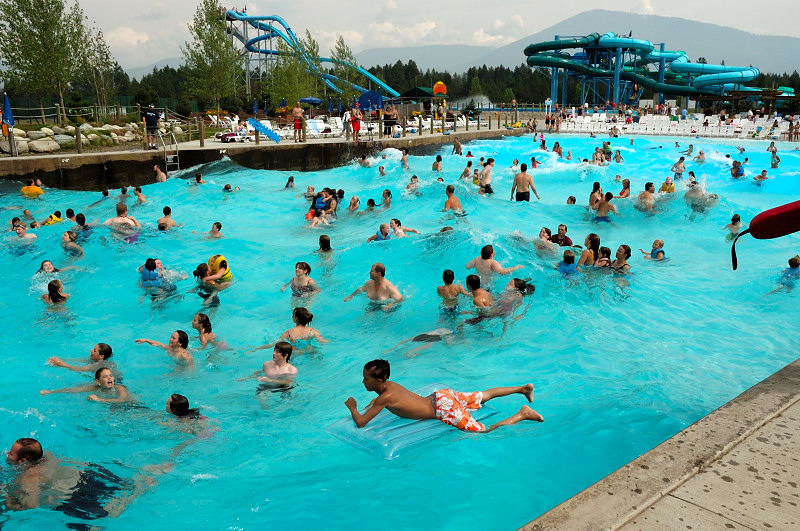
Wellenbad

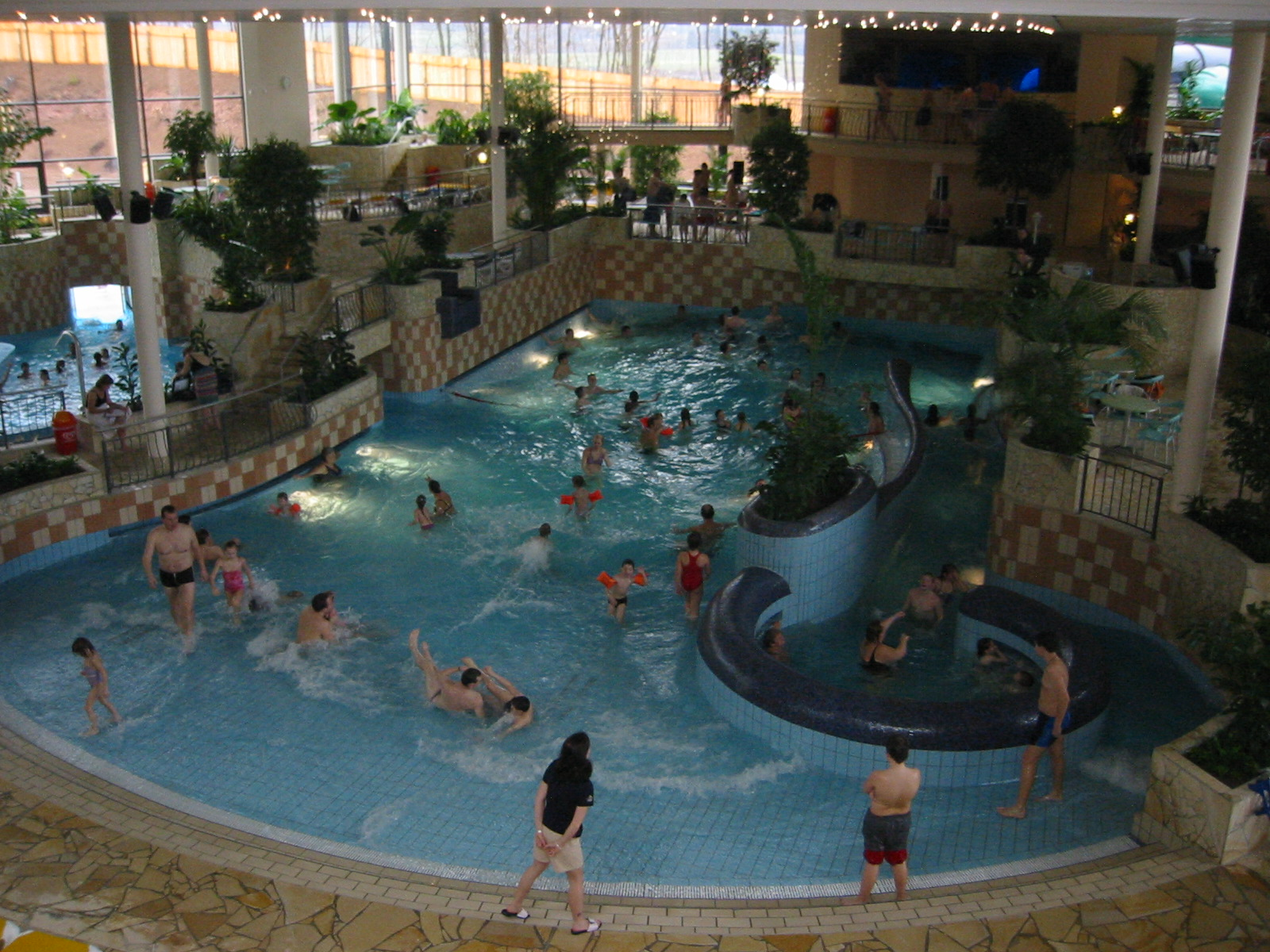
Das Wellenbad im monte mare Kaiserslautern

Die Wellenmaschine wird meist regelmäßig für einige Minuten eingeschaltet und nicht dauerhaft betrieben.

## Technik der Wellenerzeugung
Es gibt mehrere Bauweisen von Wellenmaschinen. Welche jeweils verwendet wird, hängt insbesondere von der Größe des Bades sowie der gewünschten Größe der Welle ab. In kleineren Becken wird Druckluft auf die Wasseroberfläche geblasen, es wird also kein Pendelwasser verwendet. Dagegen werden für mittlere Wellenbadgrößen meistens Verdrängungskörper oder Schwingflügel verwendet, welche einen pneumatischen (indirekten) oder mechanischen (direkten) Antrieb haben. Eine weitere Möglichkeit sind „akkordeonartige“ Faltenbälge, die sich durch Luftdruck zusammendrücken und damit Wasser ausdrücken bzw. wieder öffnen und damit Wasser einziehen. Für großvolumige Bäder schließlich wird meistens eine große Menge zusätzlichen Wassers (Pendelwasser) aus einem einige Meter höher gelegenen Reservoir plötzlich in das Wellenbad geleitet, was die Welle durch schnelle Verdrängung erzeugt. Das Pendelwasser wird dann kontinuierlich aus dem Becken in das Reservoir zurückgepumpt. Mit dieser Technik lassen sich auch Wellenhöhen von bis zu 3 Metern erreichen. In einigen Wellenbädern ist sogar das Abreiten der sich brechenden Welle mit einem Surfbrett möglich. In Anlagen mit Pendelwasser wird der Beckenwasserspiegel vor Beginn des Wellenbetriebes abgesenkt, damit das Wasser bei Wellenbetrieb nicht überschwappt. Das Absenkwasser wird entweder im Rohwasserspeicher (früher Schwallwasserbehälter) oder in einem separaten Behälter zwischengespeichert. 

## Sicherheitsaspekte
Wellenbäder stellen das Aufsichtspersonal und Badegäste vor erhöhte Anforderungen. Durch die kontinuierliche Bewegung der Wasseroberfläche, die sich ändernde optische Brechung der Oberfläche und durch Spiegelungen ist es schwieriger, Personen in Not zu erkennen. Auch überschätzen manche Schwimmer ihre Fähigkeiten unter den bei Wellengang erschwerten Schwimmbedingungen. Daher verzichten die Betreiber der Wellenbäder in der Regel auf Wellen großer Höhe. Zudem ist eine Sicherheitsleine zum Abstand zur Wellenkammer angebracht.
Am 29. Juli 2019 wurden in der chinesischen Stadt Longjing in einem Schwimmbad durch eine Riesenwelle 44 Personen verletzt.

## Wasseraufbereitung
Das Wellenbecken und ggf. die Wellenkammern müssen außerhalb und während des Wellenbetriebs fortwährend mit gechlortem Reinwasser durchströmt werden.
Wird für das Absenkwasser ein separater Behälter genutzt, so muss nach DIN 19643 bei einer Dauer der Zwischenspeicherung von über 20 Minuten auch dort das Wasser umgewälzt und gechlort werden.